# Troglohyphantes excavatus
Troglohyphantes excavatus este o specie de păianjeni din genul Troglohyphantes, familia Linyphiidae, descrisă de Fage, 1919. Conform Catalogue of Life specia Troglohyphantes excavatus nu are subspecii cunoscute.